# La Chapelle-Naude
La Chapelle-Naude è un comune francese di 525 abitanti situato nel dipartimento della Saona e Loira nella regione della Borgogna-Franca Contea.

## Società

### Evoluzione demografica
Abitanti censiti